# Lorenzo Callegari
Lorenzo Callegari (Meudon, 27 februari 1998) is een Frans voetballer die bij voorkeur als middenvelder speelt. Hij tekende in 2016 bij Paris Saint-Germain.

## Clubcarrière
Callegari verruilde op dertienjarige leeftijd CSM Clamart voor Paris Saint-Germain. In november 2015 debuteerde hij in het tweede elftal. Op 30 november 2016 maakte hij zijn opwachting in de Ligue 1 tegen Angers SCO. De middenvelder viel na 87 minuten in voor Lucas Moura. PSG won de thuiswedstrijd met 2–0 na treffers van Thiago Silva en Edinson Cavani.

## Interlandcarrière
Callegari kwam reeds uit voor diverse Franse nationale jeugdelftallen. In 2016 debuteerde hij in Frankrijk –19.